# Rock à Rennes
Le rock à Rennes est très divers et son origine remonte à l'essor de la new wave entre 1977 et 1987,. Il peut se composer de groupes de rock, rock 'n' roll, punk rock, metal, pop, cold wave ou synthpop.
À partir de 1977 s'est développée la scène rock rennaise (avec des groupes comme Marquis de Sade, Niagara, Les Nus, Marc Seberg, Ubik ou des artistes comme Étienne Daho, Dominic Sonic) qui a eu une forte influence sur la suite du rock en France. Durant les années 1980, la ville est même considérée comme la capitale du rock et de la new wave en France. 
Depuis la fin des années 1980, des groupes rennais et bretons comme Bikini Machine, Billy Ze Kick et les Gamins en folie, Les Ramoneurs de menhirs ou plus récemment The Popopopops, Juveniles, Tagada Jones tentent de faire perdurer l'esprit pop et rock de la ville. 
Le retour de Marquis de Sade en septembre 2017 a revivifié la scène rennaise. Les Nus ont sorti un nouvel album en 2019. Les vétérans de la scène rennaise (apparus en même temps que Marquis de Sade), Frakture, annoncent la sortie de leur premier album en 2020. 

## Listes des artistes, salles et festivals

### Artistes et groupes par genres
| - Étienne Daho : new wave, synthpop - Da Silva : chanson française - Montgomery : pop rock - The Wankin' Noodles : garage rock - Tagada Jones : punkcore - Candie Prune : rock, power pop - Sloy : rock indé - Niagara : new wave, pop rock - Skippies : rock - Nova Nova : electro - Octobre : new wave, pop - Complot Bronswick | - Les Nus : rock - Marc Seberg : rock - Marquis de Sade : new wave, cold wave - Billy Ze Kick et les Gamins en Folie : rock, reggae - Percubaba : dub, reggae, rock - Dominic Sonic : rock - Philippe Pascal : rock - Bikini Machine : rock - Shane Cough : punk rock - Arnold Turboust : pop, new wave - Monsieur Roux : chanson française - Daniel Paboeuf : rock, jazz | - Les Ramoneurs de menhirs : punk celtique - Juveniles : electropop - The Popopopops : pop rock - Her : electro pop - Laetitia Shériff : rock - DJ Zebra : rock celtique, dj mix - Santa Cruz : folk Rock - X Makeena : electro, drum 'n bass - Yann Tiersen : electro breton - Robert le Magnifique : electro rock - Ubik : electro rock - Gwendoline : cold-wave |

### Salles de concerts
- Le Liberté et l'Etage
- La salle de la Cité
- L'Ubu
- L'Antipode MJC
- Le Diapason

### Festivals
- Rencontres Trans Musicales
- Electroni(k)
- Rock'n Solex
- Festival Agrock
- I'm From Rennes[5].
- Bars en Trans[6].
- Les Rockers ont du cœur
- les Tombées de la Nuit